# 罗布桑那木斯来·奥云额尔登
罗布桑那木斯来·奥云额尔登（1980年6月29日—），蒙古国政治人物，生于乌兰巴托。2016年以来，他两次当选國家大呼拉爾議員，後擔任政府部长、政府办公厅主任。2021年1月27日，奧雲額爾登当选蒙古国总理。

## 生平

### 早年生涯
1980年6月29日，奥云额尔登出生在蒙古国乌兰巴托。奥云额尔登很小的时候，他的父母就离婚了，他由外祖母外祖父养大。奥云额尔登的父亲是一名教育家和艺术家，一生都致力于改革蒙古国高中教育系统，并且在1996年建立了蒙格尼高级中学。奥云额尔登的母亲是一名音乐家，曾在古典艺术学院剧院演奏单簧管，退休后，她创办了索约基金会，旨在支持蒙古的古典艺术。奥云额尔登的外祖父是木伦一所小学的校长，并且认真指导奥云额尔登学习藏文、蒙古文以及国际象棋。
奥云额尔登是一个社交活跃的孩子，对许多事情充满了好奇和兴趣。他的童年朋友和同学说，奥云额尔登在高中时非常活跃，擅长吹长笛、写诗、打篮球和排球。同时，他还是一名运动员和一个乐队的成员。因此，他的老师鼓励他成为拥有“60种技能”的人。
奥云额尔登在乌兰巴托上小学，1990年外祖母去世后，他不得不搬回肯特省和外祖父住在一起。奥云额尔登在肯特省读完了高级中学。他的外祖父对蒙古文学家巴特巴亚尔·达尔玛非常崇拜，因此，他请达尔玛教孙子学习蒙古文学，后来奥云额尔登在达尔玛建立的贝尔斯大学读书。达尔玛去世后，奥云额尔登为了纪念他，同达尔玛的家人和学生一同创立了达尔玛基金会。
2008年，奥云额尔登从蒙古国立大学法学院毕业，获法学学士学位。2011年，他从蒙古国立大学社会科学学院取得政治学硕士学位。2015年，奥云额尔登从哈佛大学肯尼迪政府学院毕业，获得公共政策硕士学位。

### 政治生涯
奥云额尔登在农村基层开始了他的政治生涯。21岁时，他被任命为肯特省贝尔赫县政府办公室主任。当他在世界展望会作报告时，接受世界展望会的邀请，在里面工作了6年多，专门研究社区发展政策。奥云额尔登参加了世界展望会和墨尔本大学合作举办的国际开发工作者专业培训，并且曾在菲律宾和泰国短期工作过。在受雇于世界宣明会期间，他帮助当地社区团体，例如社区组织和儿童组织，这份履历使他在蒙古国深受年轻一代的支持。
2008年，奥云额尔登出任首都巴彦珠尔赫区社会政策处长，他在当地的竞选中得到了100%的选票。2009年，奥云额尔登被任命为当时的蒙古人民革命党领导委员会办公厅主任，他发起并制定了《6号议程》改革方案，提出删除党名中的“革命”一词。这个提案使得政党领导人强烈反对，并且造成党内分裂，最终导致2012年国家大呼拉尔选举失败。选举失败之后，奥云额尔登远赴美国学习，取得了肯尼迪政府学院公共管理硕士。在美国学习期间，奥云额尔登结识了许多来自世界各地的年轻领导人，这对他寻求蒙古国的长远发展产生了重大影响。2015年，奥云额尔登和哈佛大学校友们成立了“亚洲骏马政策研究所”（Asian Steed Policy Research Institute）。回国后，奥云额尔登出版了自己的第二本书《亚洲骏马国》，书中提出蒙古国到2050年成为亚洲经济社会发展领军国家的计划。书籍出版后在社会上引起了不小的轰动。奥云额尔登还宣布蒙古国将创造自己的发展模式，包含世界最先进的发展理念并且有自己的特色，并且在30年后带来一个全新的蒙古国。奥云额尔登还说他将打击腐败，因为腐败是蒙古发展的最大障碍。2018年，奥云额尔登参与了两次大规模示威，这是自1992年民主革命以来蒙古国历史上第二次大规模示威。
2016年6月，奥云额尔登当选国家大呼拉尔委员，2020年6月再次当选国家大呼拉尔委员。

#### 政府部长、政府办公厅主任
2019年2月2日，乌赫那·呼日勒苏赫请求任命奥云额尔登任政府部长、政府办公厅主任获得通过。奥云额尔登上任后，领导了管理非法采矿作业的工作组，并且开始和腐败的寡头集团进行斗争。奥云额尔登为蒙古宪法修正案和确保长达1年半多的稳定政府作出了重大贡献。奥云额尔登发起并领导了蒙古“2050年远景”长期政策的制定，该政策概括了过去30年的成败得失，展望蒙古国未来30年的发展进程，得到了国家大呼拉尔的批准。奥云额尔登提出了从2020年到2025年实现蒙古国“数字化国家”的战略，该计划的第一个项目是蒙古国电子平台，向公民提供高有181项服务的在线平台，这对打击繁冗的官僚作风、中层腐败以及支持政府更加公开透明地运作产生了重大影响。

#### 总理
2021年1月22日，蒙古人民党领导委员会召开会议推举奥云额尔登任总理，接替因应对新冠状病毒不力辞职的乌赫那·呼日勒苏赫。1月27日下午，国家大呼拉尔举行全体会议，投票表决新总理的决议草案，66位委员中，58票赞成，8票反对，最终以87.9%的支持率通过决议，奥云额尔登成为蒙古国第32任总理，亦是该国最年轻的总理。
2024年6月29日，蒙古人民黨再度於大選中勝選，他也成功連任總理。
2025年蒙古抗議後，議會對其發動信任投票，奥云额尔登未能通過信任投票，其後宣布辭職，並将以看守总理的身份继续任职，直至30天内新总理上任。

## 外部連結
- 罗布桑那木斯来·奥云额尔登的Instagram帳戶

| 政党职务                   | 政党职务                                            | 政党职务                   |
| -------------------------- | --------------------------------------------------- | -------------------------- |
| 前任： 贡布扎布·赞登沙特尔 | 社会民主蒙古青年联盟主席 2010年9月－2015年6月       | 繼任：                     |
| 政府职务                   |                                                     |                            |
| 前任： 贡布扎布·赞登沙特尔 | 蒙古国政府部长、政府办公厅主任 2019年2月－2021年1月 | 繼任： 曾德·尼亞木道爾吉   |
| 前任： 乌赫那·呼日勒苏赫   | 蒙古国总理 2021年1月－2025年6月                     | 繼任： 贡布扎布·赞丹沙塔尔 |